# Anton Nowak (Maler)

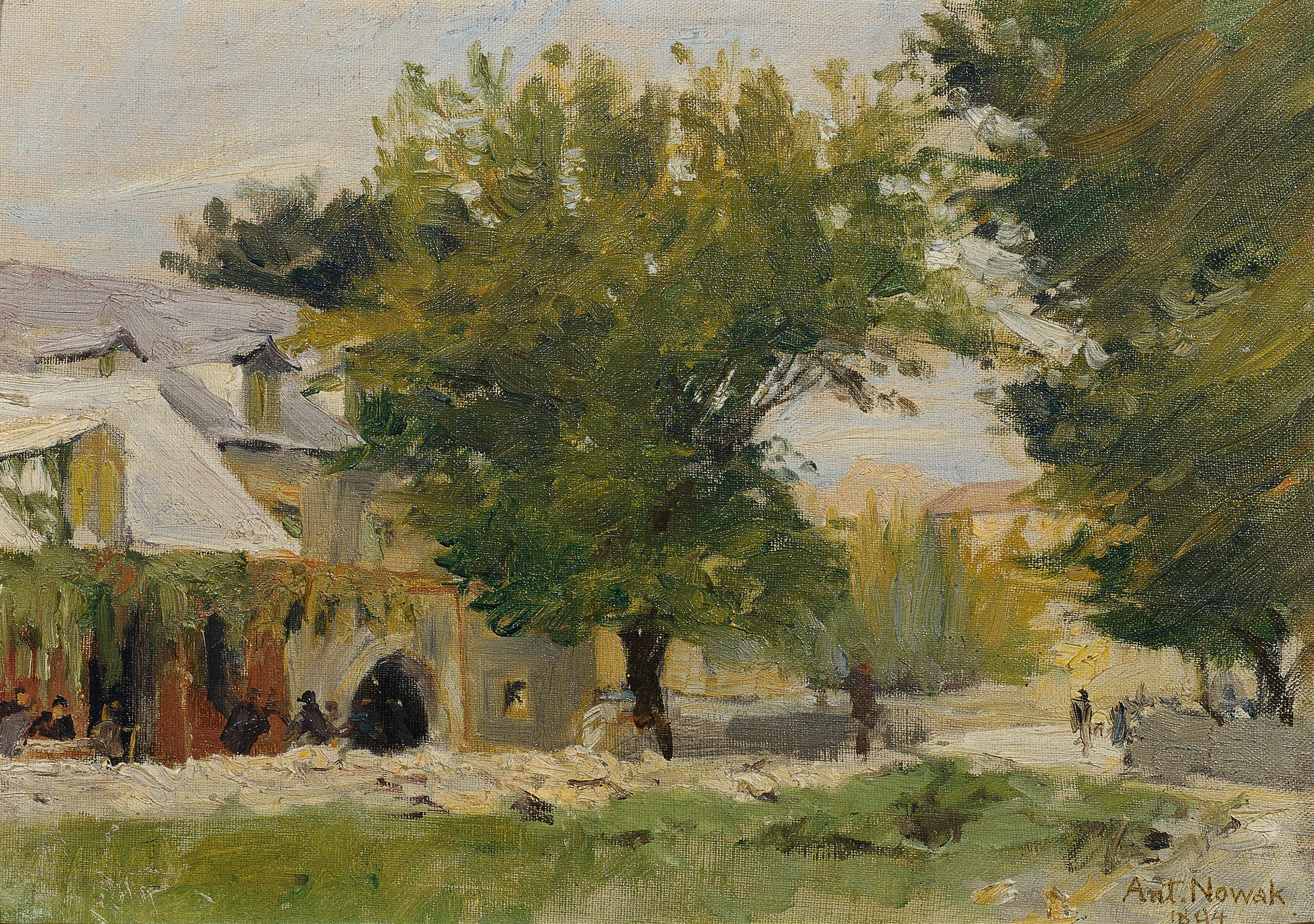
Gasthaus in Salona

Anton Nowak (* 10. Mai 1865 in Marburg an der Drau; † 20. Mai 1932 in Wien) war ein österreichischer Maler.

## Leben
Anton Nowak studierte ab 1892 Bildnis-, Genre und Landschaftsmalerei an der Akademie der bildenden Künste Wien bei Christian Griepenkerl, von 1886 bis 1889 besuchte er die Spezialschule von Leopold Karl Müller.
1894 wurde er Mitglied des Wiener Künstlerhauses und 1897 war er einer der Gründungsmitglieder der Wiener Secession, seine Arbeiten wurden bei der ersten Ausstellung der Gruppe gezeigt. 1908/09 war er Präsident der Secession. Einige seiner Holzschnitte erschienen in ihrer Zeitschrift Ver Sacrum. Im Jahre 1899 wurde er in den Ausschuss der Vereinigung Bildender Künstler Österreichs gewählt. 
Nowak war viele Jahre Leiter der Malerschule in Brünn.

## Stil
Anton Nowak malte unter dem Einfluss von Theodor von Hörmann hauptsächlich Landschaften, auch Genredarstellungen sind aus seiner früheren Periode von ihm bekannt. Trotz seiner Mitwirkung in der Wiener Secession waren seine malerischen Arbeiten von den Formen des Wiener Jugendstil unberührt. Seine Graphiken hingegen sind dem Secessionismus verbunden. Hinsichtlich seines malerischen Werks lassen sich dennoch in der Zeit der Secession Tendenzen des Pointillismus und des Postimpressionismus feststellen.